# Polyommatus bagus
Polyommatus bagus är en fjärilsart som beskrevs av William Lucas Distant 1886. Polyommatus bagus ingår i släktet Polyommatus och familjen juvelvingar. Inga underarter finns listade i Catalogue of Life.